# لازار لاغين
لازار لاغين (بالروسية: Ла́зарь Ио́сифович Ла́гин) (4 ديسمبر 1903 – 16 يونيو 1979) كان كاتبًا وصحفيًا سوفيتيًا، اشتهر بأدبه الساخر وأعماله في أدب الخيال العلمي وأدب الأطفال. اسمه الحقيقي لازار يوسفوفيتش غينزبورغ، واتخذ اسم "لاغين" كاسم أدبي.
أشهر أعماله رواية "الجنّي القديم خودجة نصر الدين" (1938)، التي مزجت بين الفكاهة والخيال في قصة جني يخرج من زجاجة إلى العصر الحديث. تُعد من كلاسيكيات أدب الأطفال في الاتحاد السوفيتي، وقد نُقلت لاحقًا إلى السينما والمسرح.
شارك لاغين في الحرب العالمية الثانية ككاتب عسكري، وعمل في مجلات وصحف سوفيتية بارزة مثل برافدا وكروكوديل. كما كتب لاحقًا رواية خيال علمي بعنوان "الميجور ويل أنديو" (1962)، والتي تُعد تكملة ساخرة لرواية حرب العوالم لهربرت جورج ويلز.
توفي في موسكو عام 1979 ودفن في مقبرة كونتسيفو.

## روابط خارجية
- لازار لاغين على موقع IMDb (الإنجليزية)
- لازار لاغين على موقع ميوزك برينز (الإنجليزية)
- لازار لاغين على موقع قاعدة بيانات الفيلم (الإنجليزية)